# 2 HEARTS
「2 HEARTS」（トゥー ハーツ）は、藤木直人の通算5枚目のシングル。2001年4月18日にポニーキャニオンより発売。

## 概要
前作「コズミックライダー」から約半年ぶりとなるシングル。オリコン週間シングルチャートで初登場39位。カップリング曲として、「sofa」と「Little Wing」が収録されている。「2 HEARTS」のAlbum MIXバージョン、「sofa」のslow takeバージョン、「Little Wing」のFBI MIXバージョンを2002年発売の2ndアルバム『WARP』に収録。後年「2 HEARTS」、「sofa」のslow takeバージョン、「Little Wing」がベストアルバムに収録された。

## 収録曲
1. 2 HEARTS
（作詞:シライシ紗トリ、藤木直人/作曲:藤木直人/編曲:シライシ紗トリ）
NHK BS2『BEAT MOTION』のエンディングテーマ。プロデュースは今シングルからシライシ紗トリが担当。
2. sofa
（作詞・作曲:藤木直人/編曲:シライシ紗トリ）
前年の夏に詞と曲が同時に出来上がった自作曲で、タイトルはソファに座って作ったことから付けられた。
3. Little Wing
（作詞:藤木直人/作曲・編曲:藤木直人&Nothing、シライシ紗トリ ）
藤木とバックバンド・Nothingによる共作。
4. 2 HEARTS(Instrumental)
（作曲:藤木直人/編曲:シライシ紗トリ）

## タイアップ
- NHK BS2『BEAT MOTION』エンディングテーマ（M-1）

## 収録アルバム
- WARP（M-1、M-2、M-3）
- HISTORY of NAOHITO FUJIKI 10TH ANNIVERSARY BOX（ベストアルバム限定盤）（M-1、M-2、M-3）
- HISTORY of NAOHITO FUJIKI Standard Edition（ベストアルバム通常盤）（M-1、M-2、M-3）

## テレビ出演
- BEAT MOTION（2001年4月1日、NHK BS2）（M-1）
- AX MUSIC-TV（2001年4月26日、日本テレビ）（M-1）